# Pegomya incrassata
Pegomya incrassata este o specie de muște din genul Pegomya, familia Anthomyiidae. A fost descrisă pentru prima dată de Stein în anul 1907. Conform Catalogue of Life specia Pegomya incrassata nu are subspecii cunoscute.